# Sinagoga Murska Sobota
Sinagoga Murska Sobota je med letoma 1908 in 1954 stala na Lendavski ulici v Murski Soboti. Sinagogo je v madžarskem arhitekturnem stilu naredil arhitekt Lipót Baumhorn. 

## Judje v Murski Soboti
Judje so bili na širšem območju Murske Sobote gotovo prisotni od začetka 18. stoletja, vendar so se najbrž priselili že prej. V Zalski županiji, ki leži neposredno južno od Železne županije (del katere je bila tudi Murska Sobota), štirje cenzusi omenjajo judovske družine na tem območju. Tri družine omenjata cenzusa iz leta 1725 in 1746, dve družini pa cenzusa iz leta 1736 in 1798. 
Judovska skupnost v Murski Soboti je od konca 18. stoletja igrala vedno pomembnejšo vlogo v razvoju mesta. Judovska skupnost je cvetela in v 19. ter prvi polovici 20. stoletja predstavljala največjo judovsko skupnost na območju Slovenije. Skupnost se je hitro večala, saj je leta 1813 v mestu omenjenih pet, leta 1822 pa že trinajst judovskih družin. Leta 1852 je Murska Sobota postala sedež rabinata, ki je obsegal šest naselij: Murska Sobota, Andrejci, Bodonci, Cankova, Ivanovci in Tešanovci. Leta 1853 je v Murski Soboti živelo 180 Judov, leta 1881 pa je bilo v mestu živečih že 311 Judov. 21. marca 1890 je bila Judovska skupnost v Murski Soboti tudi uradno in pravno ustanovljena. 
Judje so bili med vodilnimi veletrgovci v Murski Soboti. Mnogi so živeli na današnji Slovenski ulici, osrednji trgovski ulici v mestu, kjer so bile trgovine, tiskarna, lekarna, gostilna. Od leta 1887 je judovska skupnost imela svojo šolo, v kateri je pouk potekal v nemškem jeziku. Proti koncu 19. stoletja so ustanovili več društev: leta 1882 Društvo judovskih žena, leta 1883 Chevra Kadisha, judovsko pogrebno društvo in leta 1892 Judovsko mladinsko društvo. 
Judovsko skupnost je vodil rabin. Rabin Frank József je vodil skupnost v Murski Soboti med letoma 1897 in 1905, sledil mu je Albert Schweiger med letoma 1908 in 1911. Med letoma 1914 in 1921 je skupnost vodil dr. Henrik Kis, med letoma 1921 in 1926 pa je kantor Mavro Darvaš opravljal manjše verske obrede. V obdobjih, ko v mestu ni bilo stalnega rabina, so verske obrede opravljali rabini iz Lendave in Čakovca. 
V začetku 20. stoletja je število Judov v Murski Soboti začelo upadati. Leta 1910 je število Judov v mestu padlo na 234, leta 1921 pa na 179. Kljub temu je Murska Sobota leta 1929 postala sedež vseh Judov na ozemlju Slovenije (razen območja Dolnje Lendave, Čakovca in Preloga (zadnji dve danes na območju Hrvaške)). Število Judov je upadalo, ker so se bali antisemitizma, zato so se spreobračali v evangeličanstvo in katolicizem ter tudi spreminjali svoja imena, nekateri pa so se odselili na Madžarsko in Avstrijo. 
Zadnji rabin v Murski Soboti je bil Slovak dr. Lazar Roth, ki je v mesto prišel leta 1926. Živel je v rabinovi hiši za sinagogo, kjer je imel bogato knjižnico. Bil je odličen retorik, filozof in poliglot, saj je pridigal v petih, govoril pa kar deset jezikov. 26. aprila 1944 se je moral skupaj z ostalimi Judi iz Murske Sobote zbrati v sinagogi, od koder so jih nacisti preko Čakovca in Velike Kaniže poslali v Auschwitz. Skupaj z mnogimi drugimi Judi iz Prekmurja je umrl v plinski celici v Auschwitzu 17. novembra 1944.

## Zgodovina sinagoge

#### Prva sinagoga
V Murski Soboti so v preteklosti stale tri sinagoge. Prva je bila urejena v sobi v tako imenovani Küčanovi hiši na današnji Zvezni ulici 10. Danes na tem mestu stoji nova zgradba, v kateri se nahaja Pokrajinska in študijska knjižnica Murska Sobota.

#### Druga sinagoga
Druga sinagoga v Murski Soboti je prvič omenjena leta 1853. Stala je na današnji Lendavski ulici 10. Na Franciscejskem katastru iz leta 1860 je stavba sinagoge označena s številko 161. V primerjavi z okoliškimi stavbami je bila stavba sinagoge majhna, merila je približno 8 x 12 metrov. V tej sinagogi je bilo prostora za okoli 80 sedišč. V začetku 20. stoletja je bila že v tako slabem stanju, da je niso več obnavljali. Leta 1905 so jo zaprli in pred gradnjo nove porušili.

#### Tretja sinagoga
Število Judov v Murski Soboti se je od začetka 20. stoletja zmanjševalo, vendar je njihova ekonomska moč toliko zrasla, da so v mestu postavili novo sinagogo. Za gradnjo nove sinagoge so najeli 60.000 kron posojila. Graditi so jo začeli 21. maja 1907 na Lendavski ulici 10, kjer je pred tem stala manjša in dotrajana sinagoga. Načrt za novo sinagogo je narisal mednarodno priznani madžarski arhitekt Lipót Baumhorn iz Budimpešte. Baumhorn je v svoji karieri v Avstro-ogrski monarhiji zgradil 25 sinagog in številne obnovil. Sinagoga je bila zgrajena v madžarskem arhitekturnem stilu. Otvorili so jo 31. avgusta 1908. Prav tako so ob sinagogi zgradili šolo s stanovanjem za rabina.
Nova sinagoga je bila velika 13,7 x 23,7 metrov. Zgrajena je bila iz klasične opeke. Objekt je imel jasno nakazane vogalnike in vodoravno členjeno fasado. Okna so bila lesena z navadnimi stekli. Končni fasadni sloj objekta je bil grob fasadni omet v nevtralni sivo rumenkasti barvi. Posebno je izstopal glavni vhod na zahodni strani, kjer so vstop v objekt omogočala tri vrata. Pred vsakimi vrati so bile po tri samostojne stopnice, saj je bila raven pritličja približno 45 cm dvignjena nad teren. Prav tako je bil vhod omogočen simetrično na severni in južni fasadi, kjer so bila na sredi osnovnega kvadrata še po ena vrata. Osnovni kvadrat je bil izbran za vzhodni del objekta, kjer je bil oltar. Drugi, zahodni del je bil namenjen vhodu v objekt in stranskima simetrično zasnovanima lesenima notranjima stopniščema, ki sta omogočali prehod na galerijo. Vsako stopnišče je imelo svoj vhod na glavni fasadi in je bilo v celoti ločeno od pritličnega dela. Vzhodna fasada je edina imela večjo rozeto z Davidovo zvezdo.
Objekt je imel dve etaži. V pritličju objekta je bil na vzhodni strani oltar – bimah, namenjen minjanu. Nad oltarjem so bile orgle, obrnjene proti vernikom. Sam oltarni prostor, velik okvirno 20 m², je bil zaradi vidnosti dvignjen za približno 45 centimetrov. Oltarski del je bil od preostalega dela ločen s kovano ograjo. Verniki so sedeli na lesenih klopeh, v vsaki je bilo prostora za sedem vernikov, kjer je bilo s posebno ploščico nakazano sedišče. Skupno je bilo teh klopi 18, z manjšimi klopmi ob vhodih in ob oltarju. Skupaj je bilo prostora za 146 moških. Ženske so sedele v galeriji v zgornji etaži. Prostora je bilo za okoli 100 žensk. Galerija je bila široka okoli 2,5 metra in postavljena na severni, zahodni in južni strani. Na vzhodni strani so bile orgle. Galerijo so podpirali na vsaki daljši strani po štirje stebri. Ti so se nadaljevali tudi skozi galerijo za podprtje stropa. Galerija je imela masivno leseno ograjo z enotnim kvadratnim reliefnim vzorcem po celotni dolžini. Vsak judovski sakralni prostor vsebuje mizo, imenovano bimah, s katere berejo Toro, in posebno mizo za voditelja molitve. Ta prostor je bil v sinagogi v Murski Soboti predvidoma pred orglami. Sinagoga je bila bogato okrašena, tako v notranjosti kot v zunanjosti. Dekoracija je bila skladna z rabinsko in ortodoksno tradicijo, kjer niso dovoljene upodobitve človeške ﬁgure. Sinagoga, ki je bila znotraj bele barve, je imela ornamente poudarjene z zlato barvo.
Med drugo svetovno vojno sinagoga v Murski Soboti ni bila aktivna, saj so jo desakralizirali. Sama stavba se je ohranila, notranjščina pa je bila uničena. Rdeča armada je imela v sinagogi konjušnico za 60 konjev, ker priča o njeni velikosti. Nekaj elementov notranje opreme je bilo prodanih in so tako ostali v Prekmurju. Med njimi je nekaj klopi, dva kristalna lestenca, preproga in glavna vhodna vrata.
Po drugi svetovni vojni so se vsi zavzemali za ohranitev sinagoge, kar je razvidno iz arhivskih zapisov iz leta 1948. Sinagogo so želeli spremeniti tudi v druge namene, kot npr. kino ali gledališče ipd., vendar jo je Zveza judovskih skupnosti iz Beograda na koncu 9. junija 1949 prodala Mestnemu ljudskemu odboru v Murski Soboti za takratnih 500.000 dinarjev. Ker pa niti judovska skupnost niti takratna občina nista imeli denarja za obnovo velikega objekta, in ker oblasti niso pokazale pravega interesa za obnovo zgradbe, so sinagogo porušili 21. aprila 1954. Na njenem mestu so sezidali stanovanjski blok in za njegovo gradnjo uporabili nekaj materiala iz porušene sinagoge. Petnadstropni stanovanjski blok, ki so ga leta 1956 dokončali po načrtih arhitekta Ferija Novaka, ki se proti pričakovanjem ni zavzel za ohranitev historičnega objekta, nosi ime "židovski blok". Ta objekt je bil prvi stanovanjski blok v mestu Murska Sobota.
26. aprila 2014 so ob 70. obletnici deportacije Judov iz Murske Sobote postavili spomenik. Spomenik stoji ob lokaciji nekdanje sinagoge, pred "židovskim blokom". Gre za spomenik iz marmorja, v katerega je vgrajena Davidova zvezda. Na spomeniku je zapis "Tukaj je stala sinagoga, 1908-1954".